# Rhabdoblatta puncticollis
Rhabdoblatta puncticollis är en kackerlacksart som först beskrevs av Walker, F. 1868.  Rhabdoblatta puncticollis ingår i släktet Rhabdoblatta och familjen jättekackerlackor. Inga underarter finns listade i Catalogue of Life.